# Hoàng kỳ (thực vật)
Hoàng kỳ (danh pháp khoa học: Astragalus propinquus) là một loài thực vật có hoa trong họ Đậu. Loài này được Schischkin miêu tả khoa học đầu tiên.